# いかだ

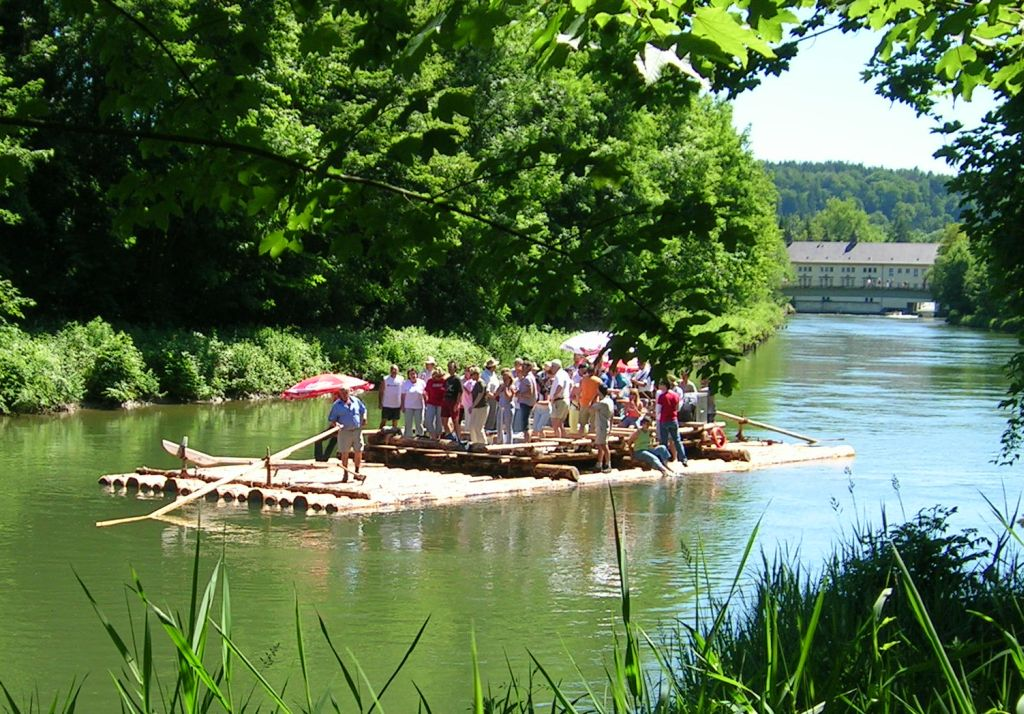
人々を乗せて進むいかだ

いかだ（筏・桴）は、木材・竹など浮力を持つ部材をつなぎ合わせ、蔓などで結びつけた、水上構造物である。
航行や養殖の目的に用いられており、用途に応じて船舶または浮きの集合体とみなされる。

## 特徴
一般的な構造の船舶は、全体の構造として水を押しのけた空間を確保しており、その量（トン数、排水量を参照）と等しい浮力を得たうえで運用されている。その一方、いかだは構造的に浮力を生みだすのではなく、いかだを構成する個々の部材が生む浮力にのみ依存して運用されている。そのため、いかだは積載量において劣る。しかし平面構造を取り得るなど、構造上の制約が少ないという利点を持っている。
木造船と木製いかだを例にとると、両者は木材という水に浮く同じ部材を持つものの、利用する浮力の生みだし方が全く異なる。木造船は全体の構造として水を排した空間を作り、それが生み出す浮力を利用し、部材の木材自体が持つ浮力以上の貨物の積載量を以て運用されている。そのため浸水してその空間が失われた場合、（貨物その他を捨てない限り）沈没してしまう。一方で、木製いかだは木材自体が持つ浮力にのみ依存して運用されており、そもそも個々の木材の浮きとしての能力以上の貨物を積むことができず、浸水による沈没という現象も起きない。

## 素材

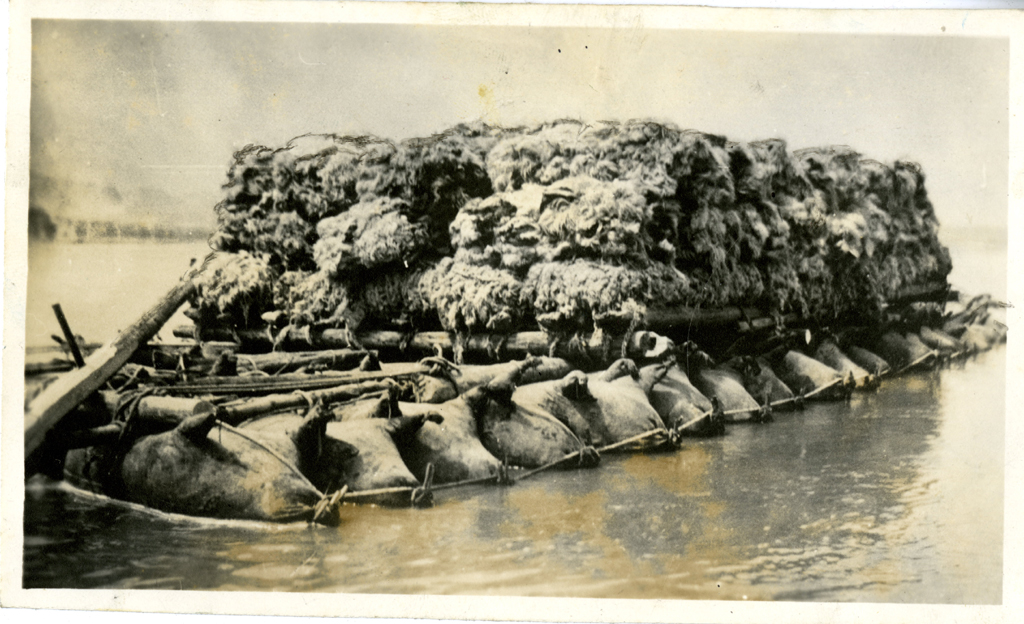
牛の皮で作られた中国のいかだ

伝統的には、木・竹・ヨシなどの植物をロープで縛り合わせて作られた簡易的で小型のものが多い。大きいものはチチカカ湖で用いられるバルサを用いたいかだで、長さは20メートルになる。形状はアジアでは「平面型」が多いが、コロマンデル海岸の双胴船では「内凹型」がある。
木
例として、バルサ（世界一軽い木材）があり、バルサという語自体がスペイン語で「いかだ」を意味する。古代ペルー人はこの軽材で筏を作り、ポリネシアの島々まで遠距離航海を行ったとされる（筏のような簡素的舟でも長距離航行は可能だった）。日本では、『万葉集』巻第一・50番において、いかだを真木＝ヒノキやスギで作ったと記す歌が見られる。日本の場合、10石（2.3立方ーメートル）程度の木材を1列に横に並べる。韓国・南海島・済州島のパルソン（筏船）には手すりがみられる。
竹
日本では『日本書紀』孝徳紀の白雉4年（653年）7月条に、薩摩半島沖で難破した遣唐使船の5人の生存者が付近の島に漂着した際、その島に生えていた竹を採って筏を製作して帰還を果たしたという記録がある。このとき筏を制作した門部金（かどべのかね）はこの功績により褒美を賜ったという。台湾のテッパイ（竹筏）には帆がある。
皮
東アジアから南アジアの河川では、羊皮筏子やアレキサンダー・ボートといった、動物の皮に空気を入れた袋を浮力材としたいかだが今日でも渡し船などに利用されている。過去にはこの種のいかだは救命ボートとしてインド洋の交易船に積まれていた。イグサやパピルスを用いている地域としては、南米のチチカカ湖やアフリカのチャド湖・ナイル川がある 。
『万川集海』には、「甕筏」といって、槍などの長柄で骨組みを組み、その下に甕（焼き物の器）を取り付け、浮力とする（図面には、4つの甕を付けている）、即席の複合筏の記述があり、「甕の他、釜、桶、杵、臼など用いても良く、蒲筏・葛籠筏などがある」と記し、日常の民具から筏を製作する工夫があったことがわかる。
現在ではさらに、プラスチック製の浮きを縛りつけたものが広く養殖に用いられているほか、鋼鉄製の大型の浮きを持ち、河川で車や人を対岸に渡すことのできるものやメガフロートのような巨大なものまである。

## 利用

### 材木の運搬
丸太を数本、平行に並べてつないだものが最も典型的な、いかだのイメージである。木材そのものの浮力に頼った構造であるため、積載運搬能力や耐波性は低いが、いかだは元来、簡易な形式の舟として用いられるのみならず、そもそもいかだの部材としての木材を河川において運搬するための手段としても用いられたものである。例として、墨俣城（一夜城）の築城説話がある。史実かは別として、即席で要所を築くために木材をいかだとして川に流す物語が知られている。
ある程度の流量のある川沿いであれば林道などが未整備な箇所においても木材の運搬ができたため、日本でも地域によっては昭和30年代まで用いられた。しかし、流域で貯木していた木材が洪水時等に下流へ被害を及ぼしたり、水力発電や治水などを目的とするダムの建設や林道等の整備が進んだりすることにより木材運搬の手段としては使われなくなった。やがて、船舶工学の発展にともない、舟としてのいかだも先進国では実用に供されることはほとんどなくなった。
河川における木材の運搬手段としてのいかだは「木材流送」の項も参照のこと。

### 海洋筏
海洋では、北ヨーロッパや北アメリカで運搬手段として発達し、日本では北洋材の生産現場で用いられるようになった。筏の形状は、移送中の水圧と風浪による圧力に対抗するために十分な緊縛力を持って結束する必要があり、葉巻型（ベンソン筏）が適していた。葉巻型は中央部の断面が一番太く、両端が細いもので葉巻のように見えることから名づけられたものである。最大3000立方米程度にまとめられた筏は、1000馬力程度の曳き船によって毎時4マイル程度の速さで運搬されていた事例がある。
樺太では、大正年間から豊富な森林資源を内地や島内の製紙工場へ輸送するために、海洋筏による輸送が試行錯誤を続けながら行われた。こうした技術は、第二次世界大戦に入ると船腹が不足して通常の貨物輸送が行われなくなった内地でも応用されるようになり、海軍が日本通運に命じて室蘭港-東京港間（カナダ木材が下請け）、高知港-大阪港間（富士商会が下請け）、新宮港-名古屋港（王子製紙が下請け）で海洋筏による輸送が行われた。1947年7月には、東京の復興資材を輸送するために室蘭港から芝浦港へ海洋筏が運行された。
戦後も、ソビエト連邦の手で大規模な海洋筏の研究が行われた。1951年には、沿海州のアムール川河口付近から北海道などに向けて海洋筏により北洋材の運搬が行われた。ソビエト連邦側の港には、編筏機が設置されていた。運搬中の流出や損耗もあり、やがて船舶による運搬に転換された。

### 一時的な定住目的
部分部分に脚色された物語であるが、11世紀末前後に成立した『大鏡』には、藤原純友（10世紀中頃）が西国の海で大筏を数え切れぬほど集め、その筏の上に土を盛って植木を生やし、たくさんの田を作って、定住して、討伐軍では、なまじびくともしそうにないほど強大にさせたという記述がある（筏による一種の「海上陣地」の形成話）。物語としてだが、想定としての定住目的が、この時代から見られる。
『大鏡』では、木を植えられるほどの巨大な筏を土台としているが、田畑を形成する年月を考慮しても現実的かは疑わしく、また、後世の作品でも「筏の上に田を作る」アイディアは見られ、漫画『ゲゲゲの鬼太郎』の作中でも描かれているが、「海水の塩（潮風）によって作物は全滅する」結果となっており、端的ではあるが、筏の上での耕作が不適切（潮風が強くて不向き）であると演出している。
実際、松木哲は筏の欠点を次のように述べている（後述書 p.134）。「水面に広く丸太が浮かんでいるため、移動する際に自ら受ける抵抗が大きく、重量物を載せる際、横に置いた何本かの棒などで丸太を結んでも、全体の丸太を完全には固定できないから、上に人が乗ったり、物を載せた場合に、丸木舟のように足元をしっかりさせるのは難しく、丸木舟と違って、筏の丸太の間は水密ではないから、足元に水が上がってくることがあり、'''濡れを嫌う物を載せるのに都合が悪い'''」と指摘している。

### 軍事

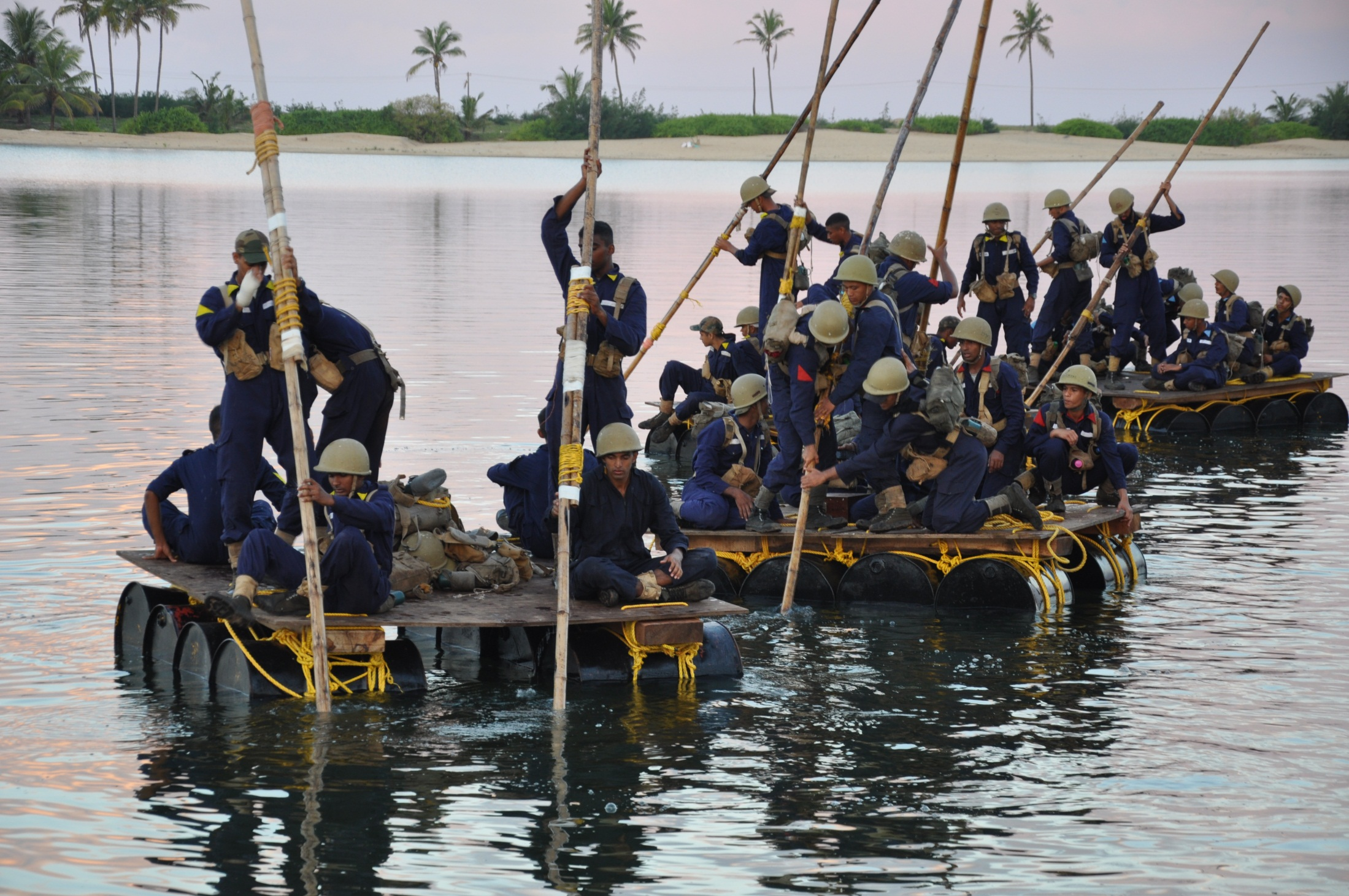
いかだを用いた訓練を行うインド海軍アカデミーの受講者

戦術・戦略の目的上、行軍で河川を渡らなければならない場合、筏を用いることがある。早急に行動しなければいけない状況下では、本格的に舟を造るより即席性がある筏を作る方が技術的にも時短できるためであり、例として、源頼義は前九年の役において盾を筏としたと記され、また承久の乱では、東軍が宇治川を渡る際、初めは馬をそのまま用いたが、のちに民家を壊した木材で筏を組んだとされる。また、馬を並べてつなげ、川を渡る行為を日本では「馬筏」と呼ぶ（『広辞苑』）。この場合、下流を下るのではなく、対岸を渡るために使用されている。
戦国時代、二俣城の戦い（1572年）では、武田信玄側がいかだそのものを質量兵器として扱い、大量のいかだを流し、二俣城の水の手櫓を破壊している（『三河物語』）。
一説に、『古事記』に記述される浮橋や高橋も筏とされる。
外国の例では、韓信が囮の船で敵を釘づけにしている間に木桶で筏を作って魏に侵入したとされる他、近代期の戦争においても例は見られ、ドニエプル川の戦い（ドニエプル空挺作戦、9月23日）にソ連が筏を使用した他、日本軍もアドミラルティ諸島の戦いにおいて、マヌス島（3月25日から29日）に渡る際、使用している。本格的な舟に比べれば、水面からの高さが低く、それなりに視認しづらい利点があるが、防御性は皆無である。

### 観光・レジャー
いかだレース近年、河川・湖沼・海岸などさまざまな場所において、参加者の創意工夫によって作られたいかだによるいかだレースのイベントが各地で行われている（似た観光として、たらい舟が見られる）。:
一例として、TBS系列の番組『アイ・アム・冒険少年』の一企画では、芸能人・有名人による無人島脱出に自作の筏レースが行われている。
急流下り急流下りでは絶叫マシン的なスリル感を演出するために、いかだが用いられることがある。
一例として、和歌山県北山村があり、夏場に観光筏下りが行われる。これは昭和40年代にダムができたために、筏師による出荷が行われなくなり、その代わりとして観光資源として残したものである。筏には椅子と手すりが付けられており、目的地にゴールすると筏は解体される。

### 海用イカダ

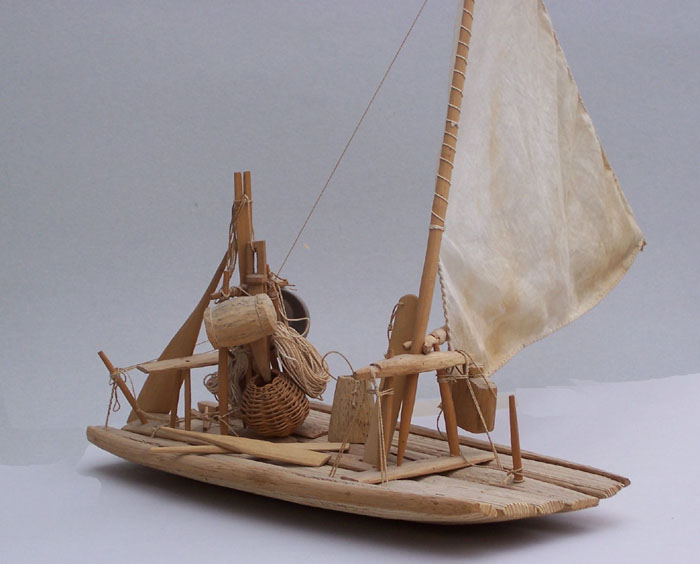
ジャンガダ

古代のポリネシア・ミクロネシア人が南太平洋一円を活動する際に、アウトリガーカヌーやコンティキ号のようないかだを使っていたと考えられている。
ブラジルの漁民はジャンガダと呼ばれる三角帆を装備したいかだで漁をしている。いかだが横転したり横に流されないよう、海上では船底にダガーボードという水中翼を差し込む。猟師は航走中海に投げ出されないようにデッキに体を固定して操船する。
実験考古学でも海洋筏が用いられる例があり、日本の例としては、古墳期の九州の石材（阿蘇ピンク石）を瀬戸内海を通して畿内に送る航行実験に、箱筏案が試みられた他、「3万年前の航海 徹底再現プロジェクト」（2016 - 19年）では、台湾から日本へ向けて、草束舟・丸木舟の他、竹筏案が試みられた（同HP参考）。前者は石棺が余りに重いため、上手くいかず、後者は黒潮の流れが強過ぎて上手くいかなかった（同HP参考）。

## 著名ないかだ
- コンティキ号
- メデューズ号の筏

## 文化

### 花筏
花筏という言葉は、桜の花が川に大量に散り、浮かぶ様子を表した語でもある（『広辞苑』）。花筏は植物を植栽して池や川に浮かべたものをいうこともある。名張市では梅雨の時期にハナショウブを植えた花筏が城下川に浮かべられ風物詩になっている。

### いかだに由来する命名
焼き鳥
焼き鳥屋のメニューのひとつで、ネギだけをくしに刺して焼いたものをいかだと呼ぶ。形状がいかだに似ていることに由来する。適宜塩をふって食べる。
生物の和名
その形が似ていることからついた名にイカダモ（セネデスムス）がある。葉を筏に見立て、花や実が葉に乗っているように見えるところから名がついたのがハナイカダとナギイカダ、それにイカダカズラ（ブーゲンビレア）である。

### 家紋
家紋の一つとして、筏紋・花筏紋がみられ、例として、「丸に筏紋」がある。